# Corona sueca
La corona sueca (en suec svensk krona o, simplement, krona; en plural, kronor) és la unitat monetària de Suècia. Es divideix en 100 öre (forma tant singular com plural). El codi ISO 4217 és SEK.

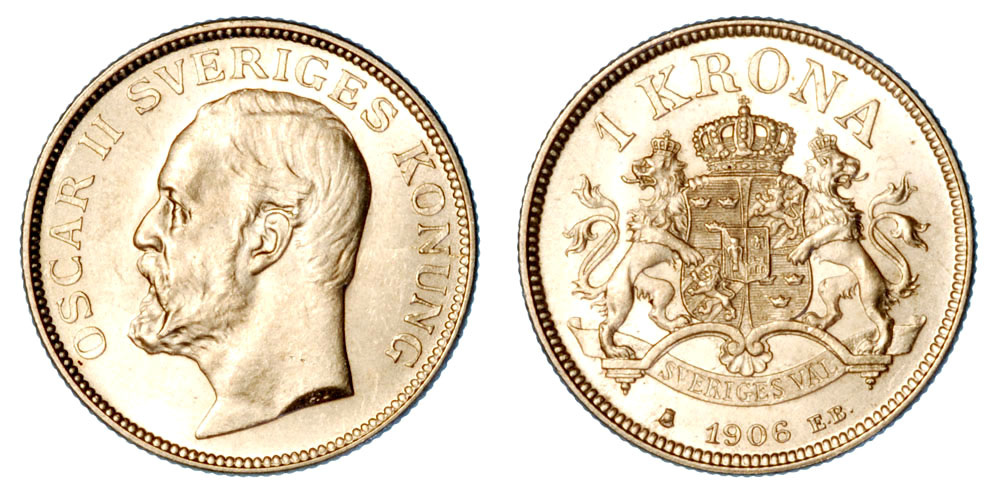
Corona històrica, del 1906, amb l'efígie d'Òscar II

La introducció de la corona sueca, que va substituir el rigsdaler com a moneda de curs legal, fou resultat de la Unió Monetària Escandinava, que tenir lloc el 1873 i va durar fins a la Primera Guerra Mundial. Els integrants inicials de la unió monetària foren els estats escandinaus de Suècia i Dinamarca, i Noruega s'hi va afegir dos anys després. La moneda comuna es va dir "corona" (krone a Dinamarca i Noruega i krona a Suècia). Arran de la dissolució de la unió monetària, tots tres estats van decidir de mantenir el nom de les respectives monedes individuals.

## Monedes i bitllets

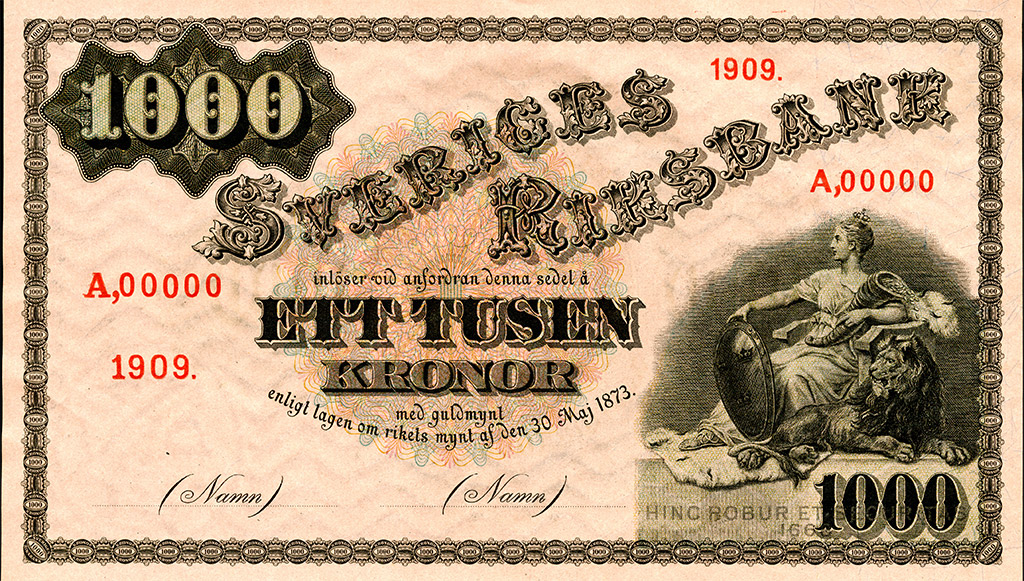
Bitllet de 1.000 corones del 1894

Emesa pel Banc Reial de Suècia (Sveriges Riksbank), en circulen monedes de 50 öre i d'1, 5 i 10 corones, i bitllets de 20, 50, 100, 500 i 1.000 corones.
Tradicionalment, la moneda d'una corona porta l'efígie del monarca a l'anvers i l'escut de Suècia, o bé la imatge d'una corona reial, al revers. El lema reial o Valspråk també hi figura; per exemple, el lema del rei actual, Carles Gustau, és För Sverige i tiden, "Per Suècia a través dels temps".

## Taxes de canvi
- 1 EUR = 10,25 SEK (8 de juliol del 2018)
- 1 USD = 8,72 SEK (8 de juliol del 2018)